# Hryniaczka
Hryniaczka (ukr. Гринячка) – wieś na Ukrainie, w obwodzie czerniowieckim, w rejonie dniestrzańskim, w hromadzie Kliszkiwci. W 2001 liczyła 160 mieszkańców.